# Dissotis gilgiana
Dissotis gilgiana är en tvåhjärtbladig växtart som beskrevs av De Wild.. Dissotis gilgiana ingår i släktet Dissotis och familjen Melastomataceae. Utöver nominatformen finns också underarten D. g. witteana.